# Reinhold Mack
Reinhold Mack (ook bekend onder alleen zijn achternaam Mack) is een Duitse platenproducer en geluidstechnicus. Hij is voornamelijk bekend van zijn werk met de rockbands Queen en Electric Light Orchestra.

## Discografie (selectie)
Albums geproduceerd of co-geproduceerd door Mack:
- Queen: The Game (1980)
- Queen: Flash Gordon (1980)
- Sparks: Whomp That Sucker (1981)
- Sparks: Angst In My Pants (1982)
- Queen: Hot Space (1982)
- Queen: The works (1984)
- Roger Taylor: Strange Frontier (1984)
- Freddie Mercury: Mr. Bad Guy (1985)
- Queen: A Kind of Magic (1986)
- Heavy Pettin: Lettin Loose (1987; geproduceerd door Brian May and Mack)
- Extreme: Extreme (1989)
- Black Sabbath: Dehumanizer (1992)
- SBB: New Century (2005)

Albums waaraan Mack werkte als geluidstechnicus:
- Electric Light Orchestra: Face the Music (1975)
- Electric Light Orchestra: A New World Record (1976)
- Electric Light Orchestra: Out of the Blue (1977)
- Electric Light Orchestra: Discovery (1979)
- Electric Light Orchestra: Xanadu (1980)
- Electric Light Orchestra: Time (1981)
- Electric Light Orchestra: Balance of Power (1986)
- Sweet: Give Us a Wink (1976)
- Brian May & Friends: Star Fleet Project (1983, Mini album; gemixt door Mack)
- Queen: Live Magic (1986; opgenomen door Mack en David Richards)
- Queen: Live at Wembley '86 (1992; opgenomen door Mack)